# Ilyana Corona
Ilyana Corona est une corona, formation géologique en forme de couronne, située sur la planète Vénus par -69,5° S et 65° E. Elle est localisée dans le quadrangle de Fredegonde. Elle a été nommée en référence à Ilyana, déité moldave femme principale. 

## Géographie et géologie
Ilyana Corona couvre une surface circulaire d'environ 300 km de diamètre. 